# Пролећна изложба УЛУС-а (2019)
Пролећна изложба УЛУС-а (2019), одржана у периоду од 21. марта до 13. априла 2019. године. Изложба је представљена у галеријском простору Удружења ликовних уметника Србије, односно у Уметничком павиљону "Цвијета Зузорић" у Београду. Уредница каталога и кустос изложбе била је Оливера Вукотић.

## Уметнички савет
- Ђорђе Аралица
- Анђелка Бојовић
- Биљана Вуковић
- Станко Зечевић
- Душан Микоњић
- Весна Милуновић
- Весна Ристовски
- Радомир Станчић
- Драган Цвеле Цветковић

## Излагачи
1. Тони Аничин
2. Милица Антонијевић
3. Лидија Атанасијевић
4. Бошко Атанацковић
5. Веселин Бањевић
6. Анђелка Бојовић
7. Александар Ботић
8. Наташа Будимлија Крстић
9. Александра Видаковић Лазић
10. Јасна Вишњић
11. Предраг Вукичевић
12. Петар Гајић
13. Мила Гвардиол
14. Андрија Гвозденовић
15. Михајло Герун
16. Зоран Граовац
17. Санда Грлић
18. Марион Дедић
19. Сретко Дивљан
20. Јована Драгић
21. Ранко Драгић
22. Ивана Драгосављевић
23. Миодраг Драгутиновић
24. Ана Ђаповић
25. Јована Ђорђевић
26. Петар Ђорђевић
27. Мирјана Ђошић
28. Предраг Ђукић
29. Тамара Ждерић
30. Славко Живановић
31. Ненад Зељић
32. Мина Зечевић
33. Станко Зечевић
34. Сандра Јаковљевић
35. Верица Јовановић Кнежевић
36. Снежана Јовчић Олђа
37. Драгана Јокић
38. Горски Кабадаја
39. Бранимир Карановић
40. Миа Кешељ
41. Драгана Кнежевић
42. Марија Кнежевић
43. Радомир Кнежевић
44. Слободан Ковачевић
45. Зоран Кричка
46. Милутин Крстанић
47. Велизар Крстић
48. Јелена Крстић
49. Наташа Крстић
50. Радован Кузмановић
51. Мирослав Лазовић
52. Предраг Лојаница
53. Павле Максимовић
54. Мирослав Мандић
55. Јелена Марјановић
56. Радивоје Марковић
57. Сања Маџаревић
58. Јелена Меркур
59. Наталија Миладиновић
60. Никола Милекић
61. Биљана Миленковић
62. Касија Миленковић
63. Влада Милинковић
64. Здравко Милинковић
65. Леонија Милисављевић
66. Вукашин Миловић
67. Душан Миљуш
68. Љиљана Мићовић
69. Младен Мићуновић
70. Давид Млађовић
71. Даниела Морариу
72. Оливера Недељковић Карић
73. Катарина Недељковић
74. Татјана Николајевић Веселинов
75. Душан Новаковић
76. Уна Новосел
77. Немања Обрадовић
78. Соња Огњеновић
79. Мирко Одаловић
80. Горан Остојић
81. Бојан Оташевић
82. Весна Павловић
83. Катарина Павловић
84. Драгана Пајковић Додиг
85. Јулија Петровић
86. Димитрије Пецић
87. Снежана Пешић Ранчић
88. Кристина Пирковић
89. Мина Радовић
90. Симонида Радоњић
91. Никола Радосављевић
92. Наташа Рајковић
93. Мина Ракиџић
94. Бранко Раковић
95. Александра Ракоњац
96. Милан Рамаји
97. Миодраг Ристић
98. Сања Савић Страка
99. Драган Сиљаноски
100. Маја Симић
101. Снежана Симоновић
102. Сања Сремац
103. Дина Стаматовић
104. Милан Станисављевић
105. Ивана Станисављевић Негић
106. Ненад Станковић
107. Милош Станојев
108. Стефан Станчић
109. Тијана Сташевић
110. Јелена Стевин
111. Душан Стипић Dudwarsky
112. Сузана Стојадиновић
113. Добри Стојановић
114. Слободан Дане Стојановић
115. Михајло Стошовић
116. Милорад Тепавац
117. Томислав Тодоровић
118. Мирјана Томашевић
119. Ранко Травањ
120. Ервин Ћатовић
121. Тијана Фишић
122. Ивана Флегар
123. Драган Цветковић
124. Ана Церовић
125. Јелена Шалинић Терзић